# St. Leonard (Maryland)
St. Leonard is een plaats (census-designated place) in de Amerikaanse staat Maryland, en valt bestuurlijk gezien onder Calvert County.

## Demografie
Bij de volkstelling in 2000 werd het aantal inwoners vastgesteld op 536.

## Geografie
Volgens het United States Census Bureau beslaat de plaats een oppervlakte van
8,4 km², geheel bestaande uit land.

## Plaatsen in de nabije omgeving
De onderstaande figuur toont nabijgelegen plaatsen in een straal van 20 km rond St. Leonard.